# Jean Baudrillard
Jean Baudrillard (født 27. juli 1929, død 6. marts 2007) var en fransk sociolog, kulturteoretiker og filosof. Hans værker er ofte blevet tilknyttet postmodernisme og poststrukturalisme.

## Biografi
Baudrillard blev født i Reims, Frankrig. Han læste tysk ved Sorbonne-universitetet i Paris, og underviste i tysk på et gymnasium (1958-1966). Dertil arbejdede han som oversætter og kritiker, samtidig med at han fortsatte med at studere filosofi og sociologi. I 1966 færdiggjorde han sin ph.d-afhandling Thèse de troisième cycle: Le système des objets (Tesen om den tredje cyklus: Objekternes system) under vejledning af Henri Lefebvre. Fra 1966 til 1972 arbejdede han som Maître Assistant (forskningsassistent) og Maître de Conférence en Sociologie (adjunkt). I 1972 færdiggjorde han sin doktorgrad L’autre par lui-meme (Den anden for sig selv), og begyndte at undervise som professor i sociologi ved Université Paris-Nanterre.
Baudrillard arbejdede fra 1986 til 1990 som Directeur Scientifique (forskningsleder) ved IRIS (Institut de Recherche et d'Information Socio-Économique), Université Paris-Dauphine. Siden 2001 har han været professor i filosofi, kultur og mediekritik ved European Graduate School. Han fortsætter med at støtte Institut de Recherche sur l'Innovation Sociale ved Centre National de la Recherche Scientifique.

## Filosofi
Jean Baudrillard er berømt for sine undersøgelser af hyperrealitet og særlig hyperrealitet i USA. Ifølge Baudrillard har USA konstrueret sig selv en verden, som er mere 'virkelig' end virkeligheden selv, og hvor de, som bebor den, er besat af tidløshed, perfektion og objektificering af sig selv. Ydermere er autenticitet blevet udskiftet med kopi (således er virkeligheden blevet udskiftet med en erstatning), og ingenting er 'virkeligt', selv om de, der er involveret i illusionen, ikke er i stand til at opfatte det. I stedet for at have erfaringer observerer folk 'spectacles' via virkelige eller metaforiske 'kontrolskærme'. I stedet for det virkelige har vi simulation og simulakrum.
Tidligt i sin karriere var han inspireret af marxisme, men kom efterfølgende til den konklusion, at Marx’s holdninger var en spejlvending af kapitalismens tanker, og at Marx i virkeligheden havde det samme grundsyn på verden som kapitalisten. For eksempel stillede Marx ikke spørgsmålstegn ved begreber som 'arbejde' eller 'værdi'. Marx var, kort sagt, selv smittet med 'bourgeois-tankens virus'. I modsætning hertil foreslog Baudrillard et begreb om 'symbolsk udveksling', en 'cyklus af gaver og mod-gaver' svarende til en gaveøkonomi. Med tiden begyndte han dog at foretrække ideen om et system baseret på 'forførelse', hvilket involverede 'charmen ved rene og umiddelbare lege, overfladiske ritualer'. Selv om han giver sådanne alternativer, har han ikke meget håb om reparation af den sociale verden og ser i stedet en yderligere progression ind i et hyperreelt system, som ikke tilbyder megen distinktion, mellem hvad der er virkeligt og hvad der ikke er virkeligt. Han ser USA som det samfund, der har bevæget sig længst i denne retning, og bemærker, at hans beslutning om at besøge USA stammede fra hans ønske om at søge 'den fremtidige katastrofes færdige form'.

### Om Golfkrigen
Kort før Golfkrigen i 1991 forudså Baudrillard, at krigen rent faktisk ikke ville indtræffe. Efter krigen påstod han, at han havde haft ret, og at ingen krig havde fundet sted. Krigens virkelighed, hvor mennesker kæmper for en sag og bliver slået ihjel, var blevet udskiftet med en 'kopi' af krig, der blev bragt til medier over hele verden, hvor ingen kampe finder sted. USA var involveret i en illusion om at det kæmpede; ligesom når bevidstheden er involveret i et computerspil, hvor erfaringer snyder bevidstheden til at tro, at den er en aktiv deltager i noget, som ikke faktisk finder sted. Så alt imens kampene var virkelige, var det kun et fåtal, som faktisk oplevede det, og de var på den anden side af kloden. 'Krigen', som blev vist på fjernsynet, og derved krigen, som blev oplevet af størstedelen af folk, var ikke virkelig. Den virkelige konflikt, ifølge Baudrillard, var ikke en krig med Irak over invasionen af Kuwait, men om et større spørgsmål, der handler om begrebet krig. Golfkrigen tjente et formål som krisepunkt, der skulle afgøre, om krig stadig var muligt i et postindustrielt samfund eller ej.

### Simulakrets fremrykken
I sit essay The Precession of the Simulacra henviser Baudrillard til en fortælling af Jorge Luis Borges, hvor et kort blev lavet så stort og så detaljeret, at det endte med at blive lige så stort som det territorium, det skulle forestille at repræsentere. Baudrillard bruger fortællingen til at argumentere for, at territoriet i den postmoderne epoke er holdt op med at eksistere, og kun kortet er tilbage; eller rettere, selve begreberne om kortet og territoriet er blevet umulige at skelne imellem; forskellen som engang eksisterede mellem de to, er nu blevet slettet.

### Baudrillard's Objekt-værdisystem
Baudrillard var kraftigt inspireret af Karl Marx' værker. Som så mange andre filosoffer, der behandlede spørgsmålet forbrugersamfund, var Baudrillard særlig inspireret af Marx' diskussion om vare-fetichisme, og meget af hans tidlige arbejde var et forsøg på at reartikulere vare-fetichismens logik gennem en postmarxistisk referenceramme, som trak kraftigt på det 20. århundredes udvikling i lingvistisk strukturalisme. En del af denne reartikulering involverede, hvad Baudrillard kaldte 'objekternes fire logikker'. Han udviklede fire kategorier for varenes værdier:
1. Den funktionelle værdi af et objekt er dens instrumentelle formål. (En kuglepen skriver. En diamantring pryder hånden.) Dette er hvad Marx refererer til som varens 'nytteværdi'.
2. Bytteværdien af et objekt er dets økonomiske værdi. (En kuglepen er tre blyanter værd. En diamantring er tre måneders løn værd.)
3. Den symbolske bytteværdi af et objekt er dens arbitrært tilskrevne og vedtagne værdi i forhold til et andet subjekt. (En kuglepen repræsenterer en fødselsdagsgave. En diamantring symboliserer en offentlig kærlighedserklæring mellem to individer.)
4. Tegn-bytteværdien af et objekt er dens værdi i et system af objekter. (En kuglepen er en del af et skrivebordssæt, eller en bestemt kuglepen tildeler én en bestemt social status. En diamantring har tegn-bytteværdi i forhold til andre diamantringe, idet den giver social status til personen med den største eller flotteste ring.)

### Enden på historie og mening
Ifølge Baudrillard er vi i det tyvende århundrede på en eller anden måde nået til historiens ophør. For at forstå dette er det vigtigt at huske på, at Baudrillard opretholder en selvbevidst, postmodernistisk tilgang, som er baseret på at udlægge virkeligheden som et morads af opdigtede billeder (images) og illusioner, som ingen mening har.
Et eksempel på det er hans uddybelse af tabet af mening. Baudrillard bemærker: "Universet er ikke dialektisk: Det bevæger sig mod ekstremerne og ikke mod balance; det er helliget en radikal antagonisme og ikke en forsoning eller en syntese". For at skitsere: I dagens samfund er der en overproduktion (af objekter) dér, hvor der er øget teknologi, som tillader hurtigere cirkulation af produktionen og distributionen. Baudrillard påstår dog, at vi har passeret forbi selve produktionen, og er kommet igennem til de skel i produktionen, som vi havde før i tiden. Han siger, at produktionens uforandrethed og uafbrudte varighed er blevet så ordinær, at idealet forsvinder, at der ingen semantik eller mening er tilbage, og at metoden er blevet banal. Dette er tæt forbundet med Marshall McLuhans berømte sætning: "The medium is the message". Denne tilgang er blevet kritiseret for at forvirre 'mening' som sådan med ren chokeffekt. Nogle teoretikere hævder, at dét at være mere udsat for en produktionsproces end tidligere, faktisk gør det muligt at tilknytte forskellige typer af mening til et objekt, antropologisk bestemt på basis af dets funktionsværdi for mennesker.

## Kritik af Baudrillard
Baudrillard er blevet kritiseret af mange forskere. Douglas Kellner kritiserer Baudrillard i Jean Baudrillard: From Marxism to Postmodernism and Beyond (ISBN 0-8047-1757-5), som er et forsøg på at forsvare den traditionelle marxisme over for Baudrillards kritik. Christopher Norris angreb, hvad han så som Baudrillards mangel på meningsfuld politisk engagement i Uncritical Theory: Postmodernism, Intellectuals and the Gulf War (ISBN 0-87023-817-5).